# 埃爾克河 (加利福尼亞州)
埃爾克河（英語：Elk River）是位於美國加利福尼亞州洪堡縣的一個非建制地區。該地的面積和人口皆未知。

## 地理
埃爾克河的座標為40°44′10″N 124°10′27″W / 40.73611°N 124.17417°W，而該地的平均海拔高度為21米（即69英尺）。